# Vila do Abraão
Vila do Abraão é um bairro e a mais importante vila da Ilha Grande, município de Angra dos Reis, no estado do Rio de Janeiro.
A vila localiza-se em uma enseada e é o maior núcleo de urbanização da ilha, contando com 3000 habitantes. É também a povoação com mais infraestrutura, sendo por isso considerada a "capital" da ilha.
O povoamento da região começou ainda no período colonial. A hipótese mais aceita para a origem do nome “Abraão” o relaciona ao termo “abra” do português antigo, que significa “enseada”. Assim, o nome da vila faria referência à grande enseada em que se encontra a localidade.
O desenvolvimento da Vila do Abraão tomou impulso nos finais do século XIX, na época do Brasil Império, quando foi construído um lazareto nas cercanias. O lazareto, construído entre 1884 e 1887, funcionava como hospedagem de imigrantes que chegavam ao Brasil em navios, quando era feita uma triagem sanitária dos passageiros e a desinfecção das embarcações. A partir da década de 1930 o lazareto foi utilizado como base militar e presídio, tendo sido demolido nos anos 1950.

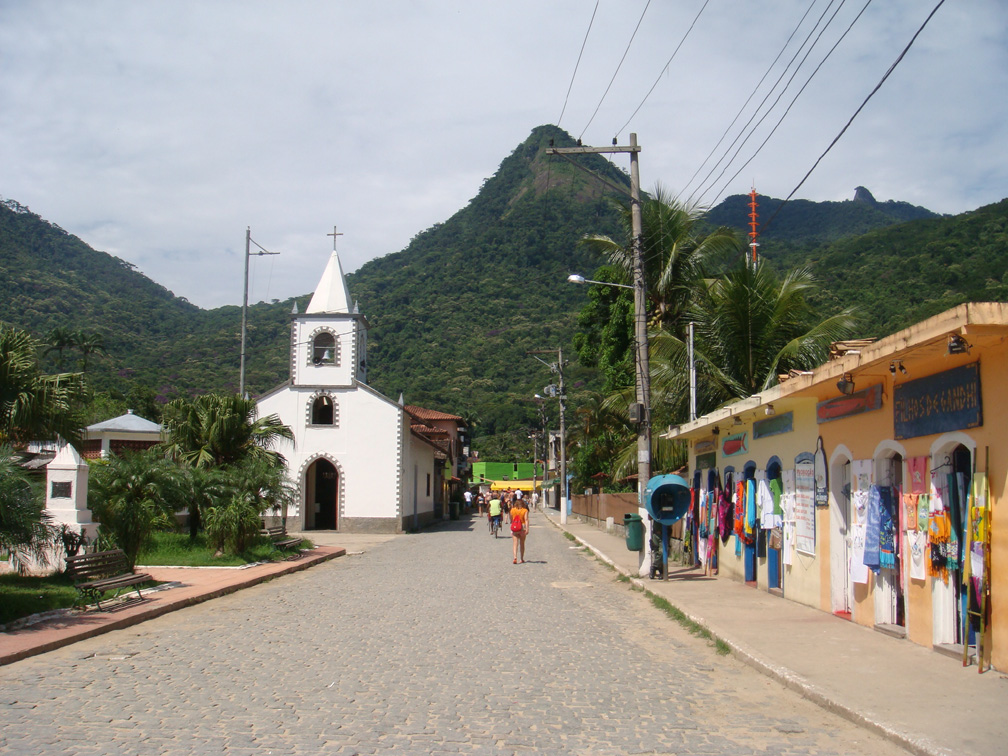
Rua do Abraão junto à Igreja de São Sebastião.

A Vila do Abraão tomou novo impulso a partir de 1993, quando foi inativado o presídio da Ilha Grande em Dois Rios. Os atrativos da ilha favoreceram o rápido desenvolvimento do turismo, transformando a vila em um polo turístico. Construíram-se pousadas, bares e restaurantes e estabeleceram-se circuitos turísticos por mar e por trilhas terrestres que ligam a vila às praias e outras atrações da Ilha Grande.
A vila conta com um cais no qual atracam diariamente as barcas que fazem o transito de passageiros e mercadorias entre a vila e Angra dos Reis e Mangaratiba. Também no cais atracam os saveiros e escunas que levam os turistas a outros lugares da ilha.